# Solieria longicornis
Solieria longicornis là một loài ruồi trong họ Tachinidae.